# فرودگاه سانتا رزا مسیر ۶۶
فرودگاه سانتا رزا مسیر ۶۶ (به انگلیسی: Santa Rosa Route 66 Airport) یک فرودگاه همگانی بهره‌برداری هوایی است که یک باند فرود آسفالت دارد و طول باند آن ۱۵۲۸ متر است. این فرودگاه در شهر سانتا روزا، نیومکزیکو کشور ایالات متحده آمریکا قرار دارد و در ارتفاع ۱۴۶۱ متری از سطح دریا واقع شده است.